# Степаненко, Николай Иванович (спортсмен)
Никола́й Ива́нович Степане́нко (род. 1956, пос. Гряда Хойникского района, Гомельской области) — советский гребец-байдарочник, выступал за сборную СССР в конце 1970-х годов. Двукратный серебряный и бронзовый призёр чемпионатов мира и Европы, девятикратный чемпион Советского Союза, победитель международных регат республиканского и всесоюзного значения. На соревнованиях представлял спортивное общество «Трудовые резервы», мастер спорта международного класса.

## Биография
Николай Степаненко родился в 1956 году в пос. Гряда Хойникского района, Гомельской области Белорусской ССР. Активно заниматься греблей начал в раннем детстве, проходил подготовку в местном «Доме физкультуры» под руководством тренера Валерия Никаноровича Топчиева, позже состоял в минском спортивном обществе «Трудовые резервы».
Первого серьёзного успеха добился в 1977 году, когда стал чемпионом СССР в одиночных байдарках на дистанции 1000 и 10000 метров. Попал в основной состав советской национальной сборной и благодаря череде удачных выступлений удостоился права защищать честь страны на чемпионате мира в болгарской Софии — в итоге завоевал здесь серебряную медаль в одиночке на десяти километрах, уступив в решающем заезде итальянцу Оресте Перри и разделил второе место с венгерским спортсменом Иштвану Фабиану .
Год спустя Степаненко выиграл всесоюзное первенство в одиночках на тысяче и десяти тысячах метрах, после чего побывал на мировом первенстве в югославском Белграде, откуда привёз награду серебряного достоинства, полученную в зачёте одиночных байдарок на десяти километрах — лучше финишировал только югославский гребец Милан Янич. Ещё через год защитил звание чемпиона Советского Союза в обеих дисциплинах и выступил на чемпионате мира в немецком Дуйсбурге, где стал бронзовым призёром в гонке одиночек на дистанции 10000 метров — в решающем заезде проиграл тому же югославу Милану Яничу и норвежцу Эйнару Расмуссену. В 1979 году стал чемпионом VII-ой Спартакиады народов СССР.
Впоследствии Николай Степаненко ещё трижды становился чемпионом СССР в одиночках на десяти километрах, в 1980, 1981 и 1983 годах, однако на международном уровне больше существенных достижений не добивался. За выдающиеся спортивные достижения удостоен почётного звания «Мастер спорта СССР международного класса».